# Le Pont-de-Montvert
Le Pont-de-Montvert – miejscowość i dawna gmina we Francji, w regionie Oksytania, w departamencie Lozère. W 2013 roku jej populacja wynosiła 303 mieszkańców. W pobliżu miejscowości, na stokach masywu Mont Lozère, swoje źródła ma rzeka Tarn. Miejscowość położona jest na terenie Parku Narodowego Sewennów. 
W dniu 1 stycznia 2016 roku z połączenia trzech ówczesnych gmin – Fraissinet-de-Lozère, Le Pont-de-Montvert oraz Saint-Maurice-de-Ventalon – utworzono nową gminę Pont de Montvert-Sud Mont Lozère. Siedzibą gminy została miejscowość Le Pont-de-Montvert. 
Urodził się tutaj Guillaume de Grimoard, późniejszy papież Urban V.